# Tra due crisi: l'Italia del Rinascimento
Tra due crisi: l'Italia del Rinascimento è un saggio storico di Ruggiero Romano, edito dalla casa editrice Einaudi.

## Caratteristiche
Il volume (211 pagine), pubblicato nella collana "Piccola Biblioteca Einaudi", è una raccolta di vari saggi apparsi in precedenza su riviste scientifiche in Polonia e in Romania, che rappresenta il tentativo d'interpretazione storica del periodo di crisi tra il XIV ed il XVII secolo relativo agli stati italiani. 
L'autore sottolinea come la civiltà rinascimentale italiana sia andata progressivamente impoverendosi, malgrado momenti culturali di splendore incontestabili, attraverso l'analisi dell'economia e della vita intellettuale del periodo. 

## Struttura
L'opera è suddivisa nei seguenti dieci capitoli:
1. L'Italia nella crisi del secolo XIV;
2. Rinascimento dell'economia ed economia del Rinascimento;
3. Agricoltura e contadini nell'Italia del XV e del XVI secolo;
4. Produzione di beni non agricoli in Italia tra Medioevo e Rinascimento;
5. Il mercante italiano tra Medioevo e Rinascimento;
6. Arte e società nell'Italia del Rinascimento;
7. L'intellettuale nella società italiana del XV e XVI secolo;
8. I libri della famiglia di Leon Battista Alberti;
9. Intorno a talune opere di Monsignor Giovanni Della Casa;
10. L'Italia nella crisi del secolo XVII.

Il libro si conclude con un indice dei nomi citati.